# Spaanse legislatuur VI
De Spaanse legislatuur VI is in de Spaanse politiek de periode die begint op 27 maart 1996, als na de parlementsverkiezingen van 1996 de nieuwe samenstelling van de Cortes Generales geïnstalleerd wordt. De legislatuur eindigt op 4 april 2000, de dag voordat de volgende Cortes geïnstalleerd worden na de verkiezingen van 2000 en de VIIe legislatuur begint. José María Aznar is tijdens deze periode voor de eerste keer premier van Spanje en zijn conservatieve partij de PP de grootste in zowel het Congres van Afgevaardigden als de senaat.